# Liliyo
Lilyo est une ville de l'ouest de la Côte d'Ivoire, située dans le département de Soubré.
Administrativement, c'est une sous-préfecture.

## Géographie
Lilyo est situé sur l'axe Gagnoa-Soubré entre la sous-préfecture de Galébré et le village de Gbakayo.

## Administration
| Date d'élection | Identité | Parti    | Qualité         | Statut |
| --------------- | -------- | -------- | --------------- | ------ |
| 1980            |          | PDCI-RDA | Homme politique | élu    |
| 1985            |          | PDCI-RDA | Femme politique | élu    |
| 1990            |          | PDCI-RDA | Femme politique | élu    |
| 1995            |          | PDCI-RDA | Homme politique | élu    |
| 2001            |          | RDR      | Homme politique | élu    |